# 卡澤諾維亞 (紐約州村)
卡澤諾維亞（英語：Cazenovia）是位於美國紐約州麥迪遜縣的村。

## 人口
根據2020年美國人口普查的數據，卡澤諾維亞的面積為4.89平方千米，皆為陸地。當地共有人口2767人，而人口密度為每平方千米566人。